# Abu Ali Miszkavajh
Abu Ali Ahmad ibn Muhammad Miszkavajh vagy Ibn Miszkavajh (arab betűkkel أبو علي أحمد بن محمد مسكويه – Abū ʿAlī Aḥmad ibn Muḥammad Miskawayh; Rajj, 932 körül – Iszfahán, 1030. február 16.) iráni származású, középkori muszlim hivatalnok, filozófus és történetíró volt.

## Élete
A dzsibáli Rajj városában született. Karrierje a Nyugat-Iránt és Dél-Mezopotámiát meghódító Buvajhidák oldalán ívelt fel: titkárként és könyvtárosként szolgált Muizz ad-Daula főfejedelem vezírje, a kultúrapártoló al-Muhallabi mellett, majd a dzsibáli Rukn ad-Daula vezírjeihez, az idősebb és ifjabb Ibn al-Amídhoz csatlakozott. Végül Rukn ad-Daula fia, a Fárszban uralkodó, később Mezopotámia nagy részét is meghódító Adud ad-Daula oldalán állapodott meg, majd annak 983-ban bekövetkezett halála után visszavonult a hivatali teendőktől. Titkárként és könyvtárosként korának legjobb gyűjteményeihez volt hozzáférése, emellett korának szellemi elitjével is kapcsolatban állt, köztük Ibn Abbáddal, a jeles rajji mecénással, at-Tauhídivel, a gondolkodóval, al-Ámirival, a teológussal vagy Abu l-Fadl al-Hamadánival, a makáma műfaját megalkotó irodalmárral. A hagyomány szerint rendkívül magas kort ért meg.

## Munkássága
Történetíróként elsősorban Tabari munkássága hatott rá; a 923-ban elhunyt szerző egyik tanítványa, Ibn Kámil segítségével tanulmányozta annak hatalmas világtörténeti művét. Ennek hatására maga is írt egy hasonló, az eseményeket az özönvíztől 980-ig feldolgozó művet „A népek tapasztalatai” (Tadzsárib al-umam) címmel. Ennek elsősorban a Buvajhidákra és korukra vonatkozó része értékes, mivel a szerző nem egy esetben szemtanúja vagy résztvevője volt a leírt eseményeknek, és az állami dokumentumokhoz is hozzáférése volt. A korábbi részek Tabari krónikájának kivonatai, a 10. század történéseit pedig idősebb kortársa, Szábit ibn Szinán mára elveszett munkájának alapján, azt kiegészítve írta meg. Történeti művében is tükröződik filozofikus gondolkodása: a „jó kormányzat” eszményének megvalósulását vagy hiányát vizsgálja, jellegzetesen a korabeli hivatalnokréteg szempontjából megítélve.
Filozófiai művei az ókori szerzők (Arisztotelész, Platón, Galénosz), valamint a perzsa és arab bölcselet ismeretéről tanúskodnak: belőlük antológiát állított össze „Az örök bölcsesség” (al-Hikma al-hálida) címen. Episztoláiban metafizikai kérdésekkel (Isten léte, a lélek állapotai és a próféták), valamint az intellektus, a lélek, a felfoghatóság és az igazságosság fogalmaival foglalkozott. Legfőbb filozófiai alkotása az etika terén született: „Az erkölcsök kijavítása” (Tahdzíb al-ahlák) didaktikus munka, amely számos későbbi muszlim gondolkodóra hatott (pl. a 12. században meghalt al-Gazálira és a 19. századi Muhammad Abduhra). Miszkavajh etikájának alapját a Nikomakhoszi Etika képezi.

## Magyarul
- A boldogságról / A boldogság könyve; ford. Maróth Miklós; Európa, Bp., 1987 (Mérleg), ISBN 963-07-4314-0, 68 p.